# Smidtia harai
Smidtia harai là một loài ruồi trong họ Tachinidae.